# Cem İslamoğlu
Cem İslamoğlu (* 4. September 1980 in Haiger) ist ein türkischer Fußballspieler und Trainer.

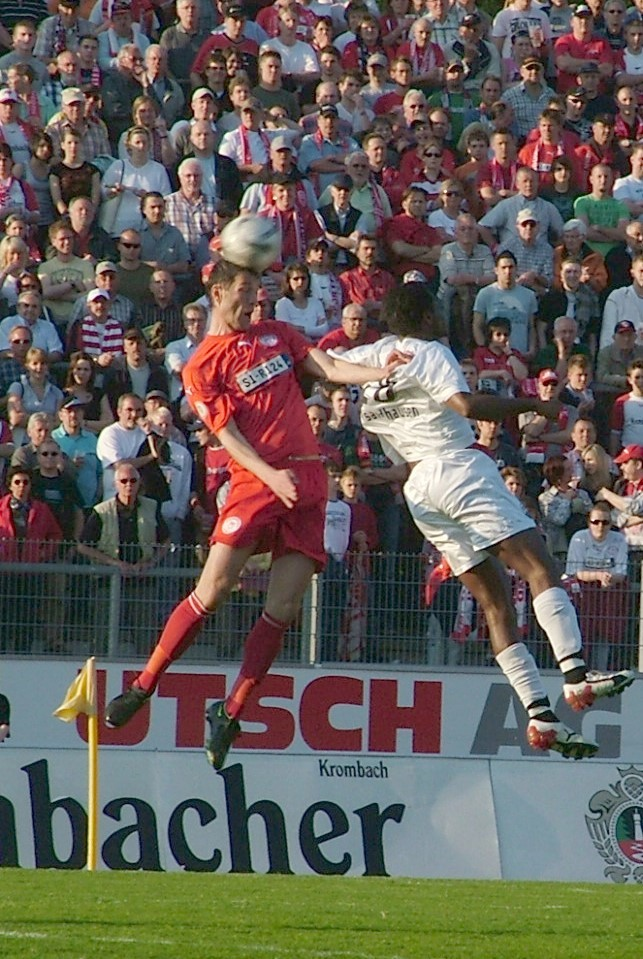
Cem Islamoglu im Trikot der Sportfreunde Siegen gegen Emmanuel Akwuegbu

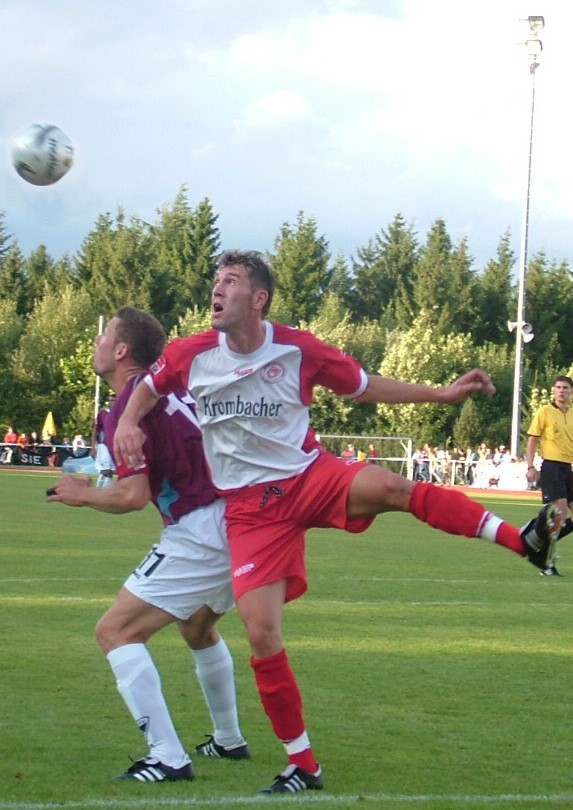
Cem Islamoglu im Trikot der Sportfreunde Siegen

## Karriere
İslamoğlu ist gelernter Kfz-Mechaniker, der im hessischen Haiger geboren wurde und in Holzhausen (Burbach) im Siegerland aufwuchs. Er spielte als Abwehrspieler von 1992 bis 2008 bei den Sportfreunden Siegen. Zuvor war er bei der Jugend des VfB Burbach. İslamoğlu war unter dem damaligen Trainer Ralf Loose am Aufstieg in die 2. Fußball-Bundesliga (2005/06) beteiligt.
Mehrfach führte İslamoğlu Verhandlungen mit türkischen Erstligavereinen. Zu einem Vertragsabschluss kam es jedoch nicht. Zu Beginn der Saison 2008/09 wechselte İslamoğlu zum Regionalligisten SV Elversberg. Zur Saison 2010/11 führte ihn der Weg dann in die Regionalliga Süd zum SV Darmstadt 98, mit dem er Meister wurde und in die 3. Liga aufstieg.
Zur Saison 2013/14 wechselte İslamoğlu zum Regionalligisten SV Waldhof Mannheim. Im Januar 2015 schloss er sich dem Landesligisten TuS Rüssingen an, bei dem er eineinhalb Jahre blieb. Im Sommer 2016 wechselte er zum Bezirksligisten SV Südwest Ludwigshafen. Dort war er als Spielertrainer bis zur Winterpause der folgenden Saison aktiv und wechselte dann weiter zum TSV Weißtal. Seit 2019 ist İslamoğlu nun Spielertrainer des Kreisligisten SV Enosis Mannheim.

## Erfolge als Spieler
- 2005: Aufstieg in die 2. Bundesliga (mit den Sportfreunden Siegen)
- 2011: Meister der Regionalliga Süd, Aufstieg in die 3. Liga (mit dem SV Darmstadt 98)